# 波戈列洛沃市镇
波戈列洛沃市镇（俄语：Муниципальное образование «Погореловское»）是俄罗斯联邦沃洛格达州托季马区所属的一个市镇。其下辖有26个居民点，行政中心为波戈列洛沃。据2015年统计，该市镇的人口为2947人。